# Autonómiatörekvések Kárpátalján
Kárpátaljai autonómiatörekvések alatt az ukrajnai Kárpátalja terület/megyében élő ruszinság és magyarság egymással párhuzamos autonómiatörekvéseit értjük. A ruszinok legnagyobb része egy autonóm vagy független Kárpátaljában képzeli el népe jövőjét, vagy Magyarország autonóm részeként: ezzel megoldódna a kárpátaljai szórványmagyarság problémája is. A ruszinokat azonban jelenleg Ukrajnában még csak önálló népként sem ismerik el, az ukrán nép egyik alsóbb népcsoportjaként tekintenek rájuk, ezzel megakadályozva, hogy a nemzetközi jog kínálta lehetőségekkel vívják ki autonómiájukat vagy precedens alapján (Lásd: Krími Autonóm Köztársaság, amely Ukrajna autonóm tartománya a krími oroszok és tatárok számára). Kárpátalja terület lakosságának 79-80%-a ruszin, kb. 12-13%-ot alkotnak a magyarok, kb. 8-9%-ot pedig a "valódi" ukránok, szlovákok, oroszok és egyéb nemzetiségek.
Önálló állam hiányában, iskolák és egyéb intézmények nélkül csak lassan jött létre a nép öntudatos értelmiségi rétege, a ruszin nemzeti öntudat kibontakozása egy független Kárpátalja létrejöttekor pedig gondot jelenthet a terület magyarsága számára.

## Története
Kárpátalja 1000 és 1918 között a Magyar Királyság, illetve az Erdélyi Fejedelemség és az Osztrák–Magyar Monarchia része volt, majd az 1920-as trianoni békeszerződés az újonnan megalakult Csehszlovákiának ítélte, a bécsi döntések 1938-ban pedig újra Magyarország részévé tették. Kárpátalja 1945-ben a Szovjetunió része lett az Ukrán SZSZK-n belül Zakarpattya néven, egyszerű területként (область azaz oblaszty). Végül 1991-ben a független Ukrajna része lett. 2008 őszén, amikor még mindig kaotikus állapotok voltak Ukrajnában a narancsos forradalom a Második Európai Ruszin Kongresszus elfogadta azt a határozatot, amely követeli Kijevtől az autonómiát, ellenkező esetben a ruszinok kikiáltják Kárpátalja függetlenségét. A kérelmet a terület megyei tanácsa elutasította, azt mondván, az efféle ügyek nem az ő hatáskörük. Sokan egyszerűen nem vették komolyan a követelést és a fenyegetéseket, valamint a szomszédos országok, így Magyarország és a jelentős ruszin kisebbséggel rendelkező Szlovákia sem tanúsított bármilyen reakciót a kérdésben. Mások megrettentek, mert Moszkva kijelentette, hogy nem közömbös számára a kérdés, sőt fel akarja karolni a ruszinok ügyét. Ezért nem kevesen orosz politikai cselvetésnek találják a ruszin függetlenség elképzelését. Többen nem látják időszerűnek még ezt, s alaposabb körültekintést és munkálatokat kell véleményük szerint tenni ez ügyben. Lehetséges, hogy javulna a kárpátaljai magyarok helyzete egy ruszin államban, de nagy a valószínűsége annak, hogy inkább a ruszin nacionalizmusnak lennének kitéve a magyarok, mivel igen nagyszámú kisebbséget alkotnak Kárpátalján. A narancsos forradalom bukása után az elnöki széket újból elfoglaló Viktor Janukovics kormánya végül 2010 nyarán döntést hozott, amelyben elutasítja, hogy a kárpátaljai ruszinoknak bárminemű autonómiát, vagy akár külön nemzetiségként való elismerést adjon. De a ruszin vezetők nem adták fel. Azonban 2011 elején olyasmi hangzott el, miszerint Dimitro Szidor tiszteletes fenyegető hangon követelte Kijevtől, hogy legalább minimális jogokat biztosítson a ruszinoknak (önálló nemzeti kisebbségként való elismerésüket), amennyiben ha még erre sem hajlandó Ukrajna, a ruszinok felkelést készek indítani. A felkeléssel való fenyegetés viszont aligha lehet valós, mert ezt Szidor és más ruszin vezetők határozottan cáfolták és az ukrán belbiztonsági erők provokáció-kísérletének tartják, hogy ők találták ki a felkelésről szóló kijelentést, hogy a ruszin mozgalmat szeparatizmussal lehessen gyanúsítani. Ukrán nacionalisták nem egy esetben élnek olyan vádakkal a szomszédos országok ellen, ahol elismerik a ruszinokat mint nemzetiséget, hogy ezáltal próbálják megkérdőjelezni Ukrajna jogát Kárpátaljára és a ruszin szeparatizmust támogatják. Szlovákiában, noha a harmadik legnagyobb kisebbség, nyelvi jogaik folyamatosan sérülnek. Ruszinok Kárpátalja mellett elszórtan élnek Szlovákiában, Magyarországon, Szerbia Vajdaság Autonóm Tartományában és világszerte, elsősorban Észak-Amerikában.

## Lehetséges jövőterv: a független Kárpátalja
A 2008-as II. Európai Ruszin Kongresszuson felmerült a független Kárpátalja kikiáltása. Ez azonban Ukrajna területi integritásának megsértése mellett a magyar kisebbség számára is gondokat okozna. Amennyiben a kárpátaljai ruszinság és kárpátaljai magyarság meg tudna egyezni a kárpátaljai állam vezetésével kapcsolatban, úgy a magyar kisebbség számára nem okozna gondot, hogy egy független kárpátaljai államban kellene élniük, ahol nem 0,3%-os kisebbséget alkotnának (mint Ukrajnában), hanem 13%-ot. A kárpátaljai magyar politikusok azonban leginkább amiatt aggódnának, hogy egy független Kárpátaljában a kibontakozó ruszin nacionalizmussal kellene szembenézniük. Ugyanez a gond merülne fel az autonóm Kárpátaljában is. Gondot okozna az is, hogy minden bizonnyal nem tudna a kezdetekkor teljesen független országként működni a terület, mely jelenleg is Ukrajna legszegényebb régiója. Ennek ellenére idővel iparosodna, fejlődne a terület és végül el tudná látni önmagát teljesen vagy legalább részlegesen.